# Église Notre-Dame-de-la-Seds d'Aix-en-Provence
Pour les articles homonymes, voir Église Notre-Dame et Notre-Dame.
L'église Notre-Dame-de-la-Seds se situe à Aix-en-Provence, dans le périmètre de l'ancienne ville des Tours. Elle a été reconstruite en 1853 par l'architecte Henri Révoil sur les fondations d'une église bien plus ancienne, peut-être la plus ancienne d'Aix, remontant au IVe siècle, époque où Aix est une ville romaine et a le nom d'Aquae Sextiae. Cette église a longtemps été l'église métropolitaine d'Aix et a abrité les reliques de Mitre d'Aix, martyr chrétien mort à Aix.

## Histoire
Le site de l'église Notre-Dame-de-la-Seds est marqué par la présence d'un théâtre antique enfoui dans le sol depuis le Ve siècle et découvert en 2004 seulement. Après le déclin du théâtre, celui-ci est comblé et démantelé et des constructions sont érigées sur sa structure. L'église Notre-Dame-de-la-Seds sera construite dans sa proximité immédiate.

### L'église primitive
Une église primitive, dédiée à la Vierge, semble avoir existé sur le site dès le IVe siècle, dans ce qui était alors la ville d'Aquae Sextiae, et aurait été reconstruite au XIe siècle. Elle abrite jusqu'à cette époque le chapitre métropolitain qui élit alors résidence à Saint-Sauveur. Des origines au mois d'octobre 1383, Notre-Dame-de-la-Seds conserve les reliques de saint Mitre. Son tombeau se trouve alors dans l'abside. Il s'agit d'une tombeau en marbre blanc statuaire orné de bas-reliefs chrétiens. Grégoire de Tours évoque le culte rendu à Mitre en cette église au temps de l'évêque Francon (vers 566). Au VIIIe siècle, la ville d'Aix est mise à feu et à sang par les invasions des Sarrasins. Selon Pitton, les Sarrasins ravagent la ville, y mettent le feu, écorchent vifs plusieurs de ses habitants pour cause de religion et en réduisent grand nombre en esclavage. L'église subit une destruction totale, comme quasiment l'ensemble de la ville. Cet événement marque les esprits puisque, des siècles après, l'archevêque Pierre II Gaufridi fait mention de la destruction de l'église dans une charte de 1092.
Mais, comme la ville d'Aix renaît quelques années après sa destruction, l'église Notre-Dame-de-la-Seds est relevée et reste la cathédrale. On n'en connaît pas la date exacte, sinon que sa reconstruction est antérieure à 794 puisque, à cette date, l'archevêque d'Aix y siège, demandant même au synode de Francfort que la cathédrale soit rétablie dans ses droits de métropolitain sur la Narbonnaise seconde. Le terme « Seds » signifie « siège », faisant ainsi état de son statut d'église cathédrale.
Au XIe siècle, l'église connaît la prospérité. Elle devient propriétaire de terres à Moissac. Cette période marque l'apogée de Notre-Dame-de-la-Seds, mais aussi le début de son déclin. La ville des Tours commence à perdre ses habitants, au profit de nouveaux quartiers créés en périphérie immédiate du bourg Saint-Sauveur d'Aix : la ville comtale et le bourg Saint-André. C'est la naissance de ce dernier quartier, accolé à la cathédrale Saint-Sauveur, qui provoque le déplacement de la cathédrale de la Seds à Saint-Sauveur avant 1069. Pourtant, la Seds continue à être desservie par une partie du chapitre au moins jusqu'en 1103. À cette date, une charte de l'archevêque Pierre III fait en effet mention d'ecclesias et honores canonicis beatae Mariae et gloriosi Salvatoris. Un concile provincial s'y assemble même en 1112.
Le chapitre délibère en 1383 de transférer les reliques de Mitre à Saint-Sauveur. Cette translation ne se fait pas sans la résistance des paroissiens de Notre-Dame-de-la-Seds et, en leur nom, Pons Maifredi, vicaire de l'église, vient se poster devant la personne du notaire Raymond Chabaud qui effectue le transfert des reliques. Ce dernier écoute les doléances du vicaire mais lui rit au nez et passe outre.
Selon l'historien aixois Roux-Alphéran, c'est dans la première partie du XVIe siècle que l'église est mise au jour après des siècles d'oubli. Selon la légende, des feux surnaturels sortant de pierre provoquent la découverte des fondations du bâtiment primitif.

#### Sépultures de personnalités
L'ancienne église de Notre-Dame-de-la-Seds abritait la sépulture d'Aixois de marque, comme Marc-Antoine Malherbe, mort en 1628 à Paris, et enseveli dans le tombeau des Boyer d'Éguilles.
Le roi de Prusse, Frédéric le Grand, y fit élever un mausolée (œuvre du sculpteur Charles-Antoine Bridan), aujourd'hui au musée Granet, à son chambellan, le marquis d'Argens.

### Le bâtiment moderne
L'actuel édifice de Notre-Dame-de-la-Seds date de 1853 et est l'œuvre de l'architecte aixois Henri Révoil. Cette église est construite dans un style romano-byzantin.
Les 7 et 8 décembre 1857, l'archevêque d'Aix, Georges Claude Louis Pie Chalandon, tout juste installé à sa fonction, instaure le culte marial dans la ville d'Aix. « À peine élevé à l'archidiocèse d'Aix, Mgr Chalandon, apprenant qu'une statue miraculeuse de la sainte Vierge était déposée dans notre monastère, résolut d'ériger un pèlerinage afin d'avoir dans sa ville épiscopale, un de ces sanctuaires vénérés des populations qui attirent les bénédictions du Ciel […] Il voulut que l'image sainte fût placée sur le maître-autel et annonça une cérémonie très solennelle où il ferait le couronnement de la Vierge et de l'Enfant-Jésus, ce qui eut lieu le 8 décembre 1857 [avec] un concours de monde si extraordinaire que l'église fut insuffisante. »

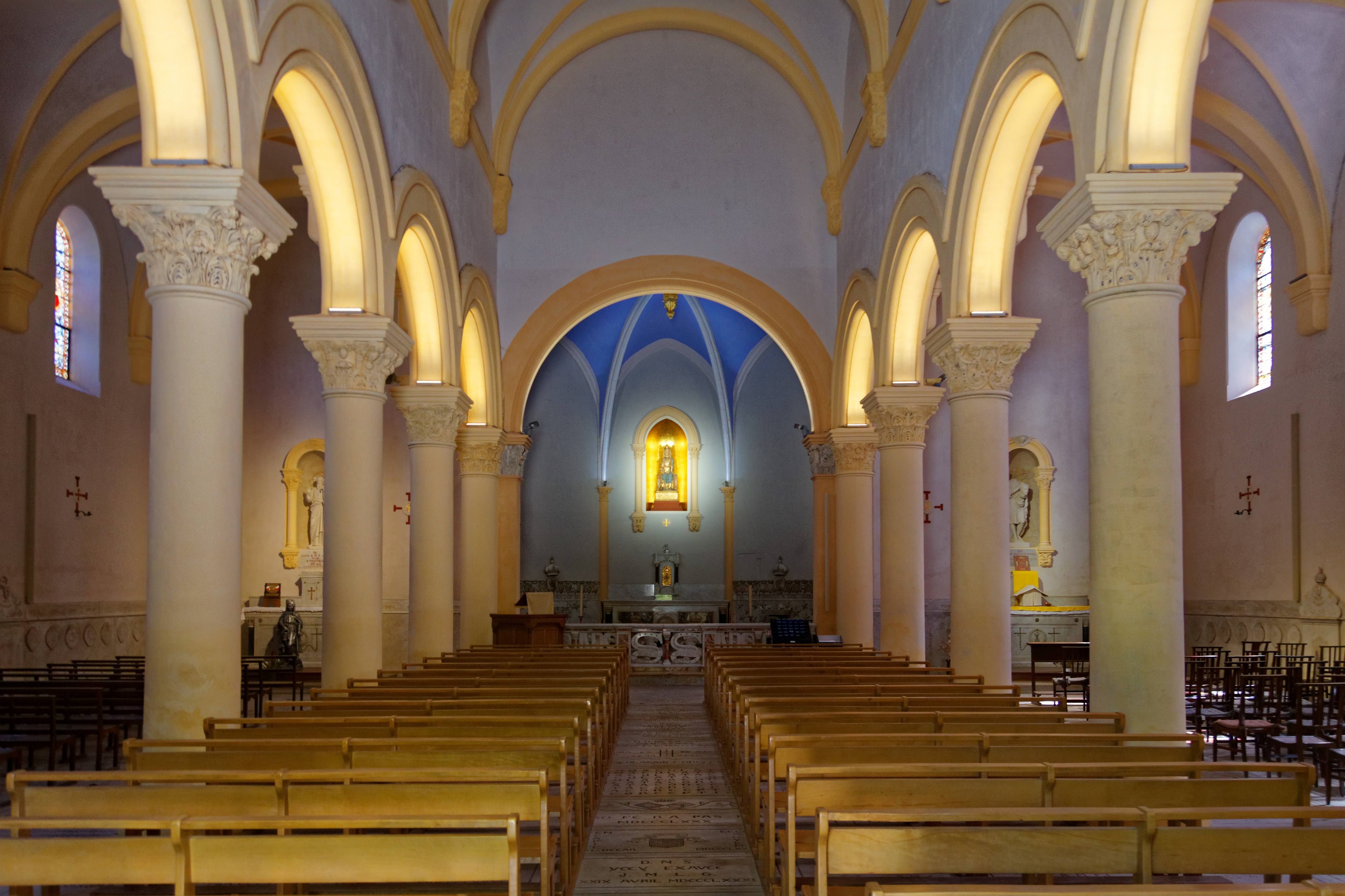
Nef centrale, vue en avant.
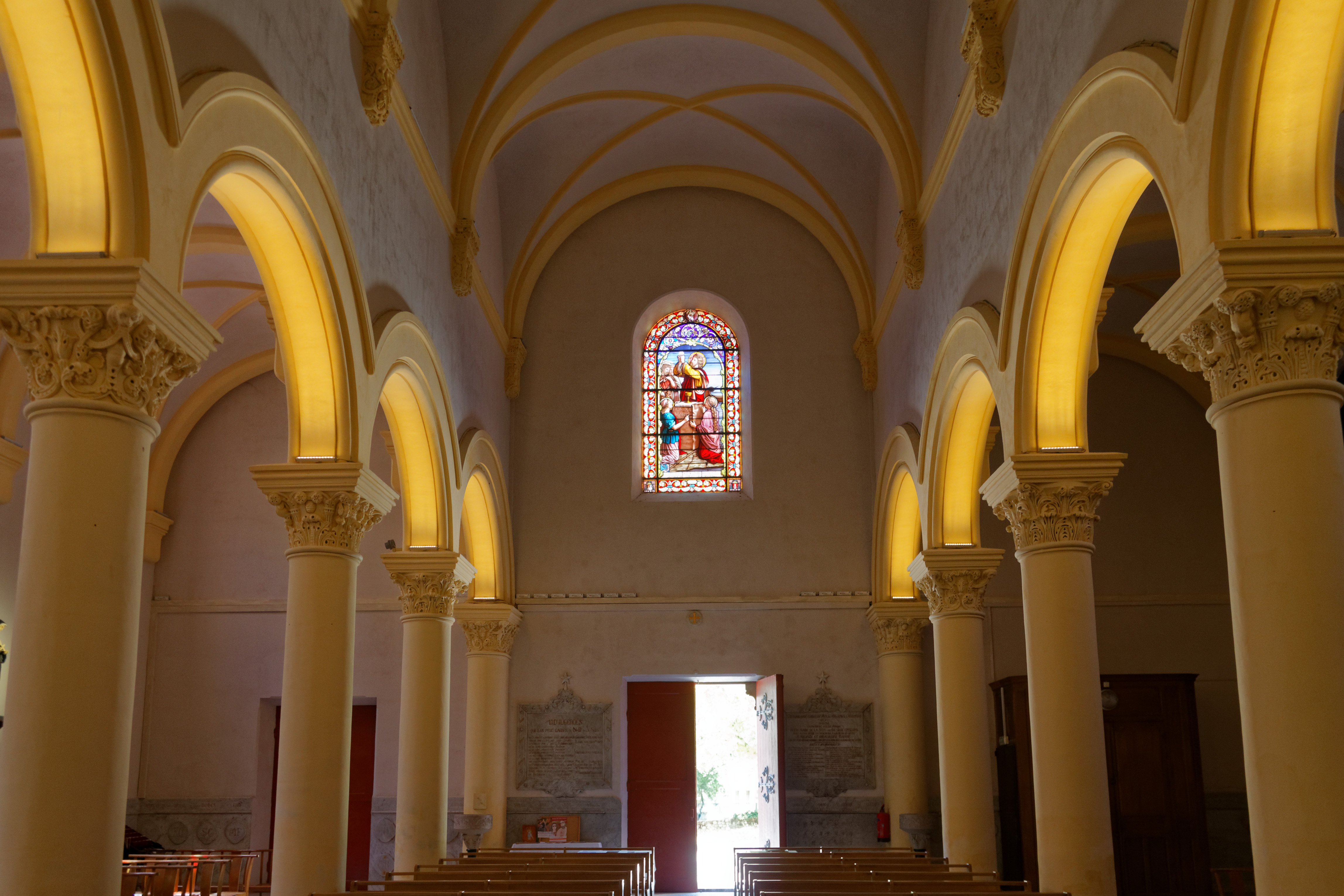
Nef centrale, vue en arrière.
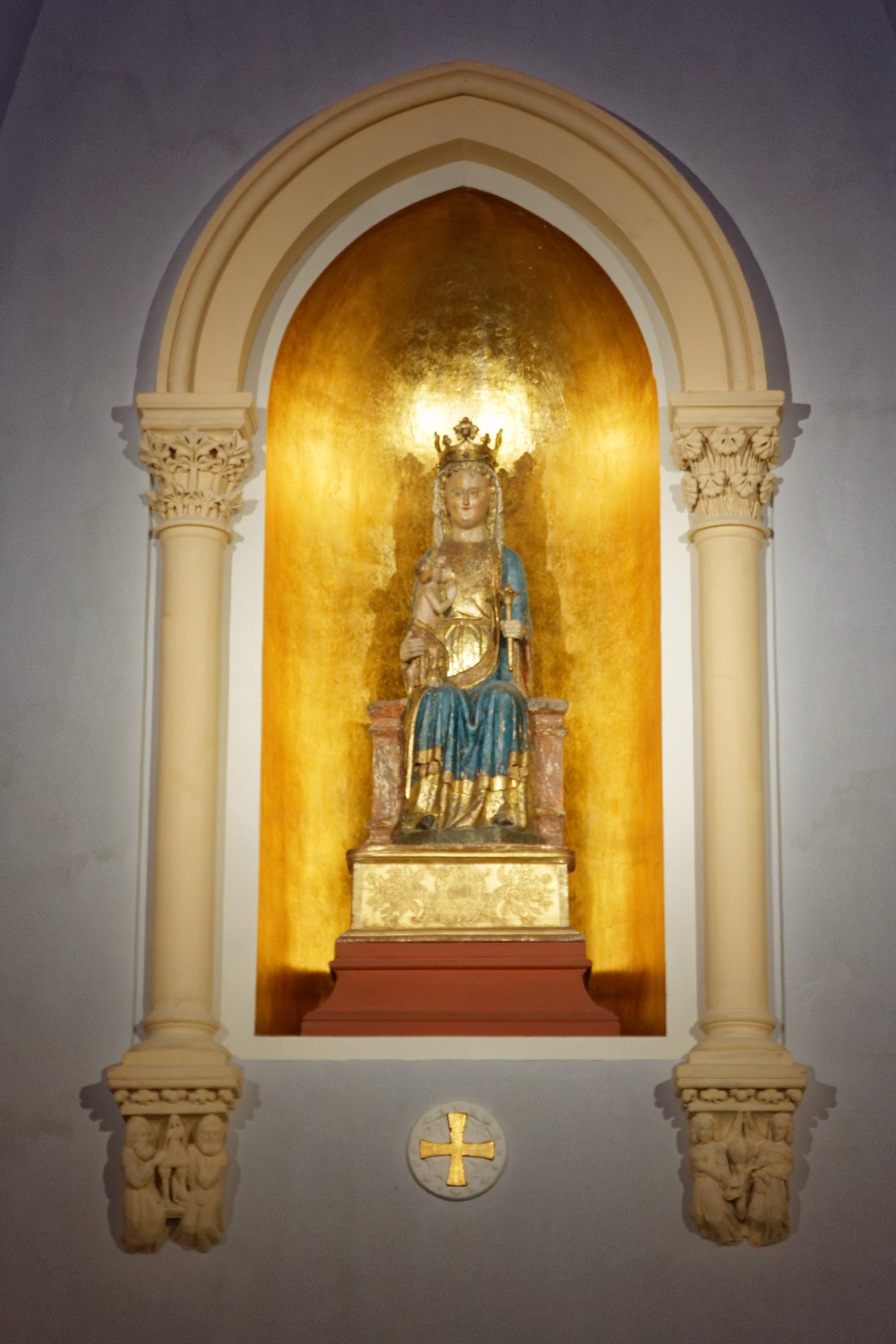
La Sainte Vierge.
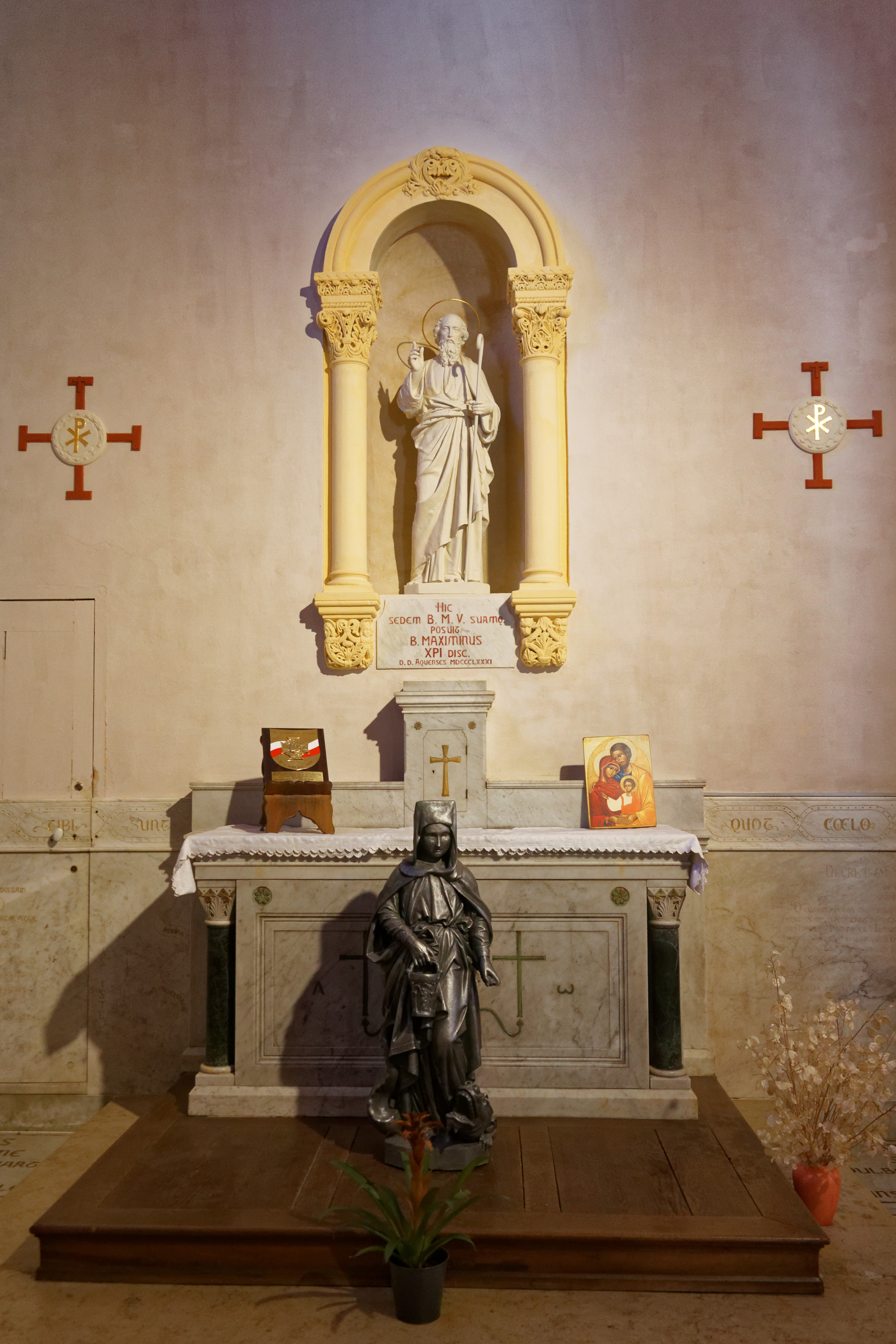
Autel latéral gauche, saint Maximin et sainte Marthe.
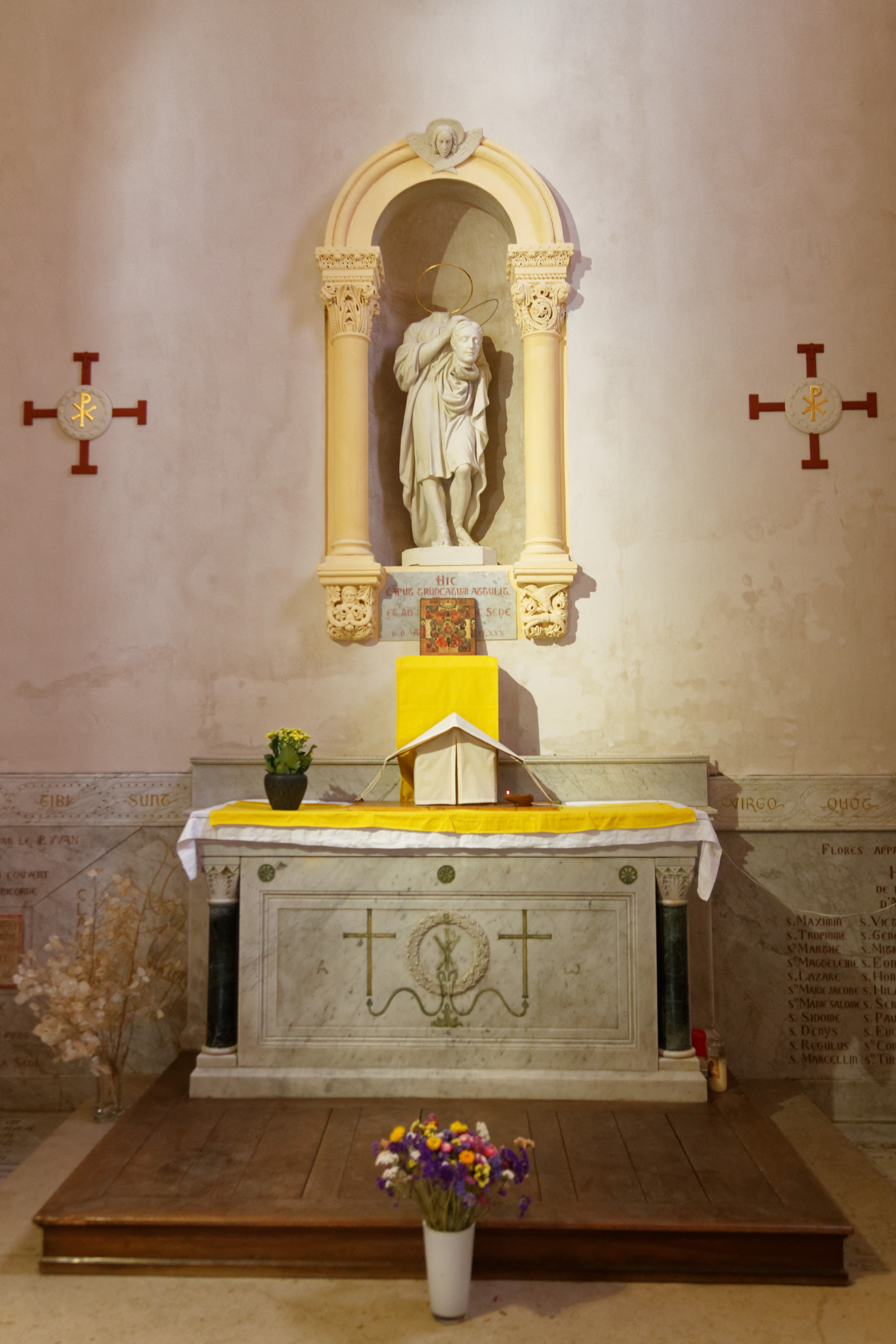
Autel latéral droit, saint Mitre.

## Le site de Notre-Dame-de-la-Seds
Sur le site de l'église, des recherches archéologiques menées dans les années 2000 ont permis la découverte de monuments de l'époque romaine, dont le théâtre de la ville antique. Les premiers sondages sont réalisés en 1990 et confirment la présence du théâtre en cet endroit. En 2002, la commune d'Aix-en-Provence se porte acquéreur de la zone à explorer, alors propriété des sœurs du Saint Sacrement. L'année suivante, le monument est localisé et, en 2004, identifié par une campagne d'évaluation. Le théâtre antique d'Aix n'a perduré que jusqu'au Ve siècle environ. À cette date, son démantèlement avait été entamé et ses matériaux ont servi pour la construction de bâtiments divers qui ont peu à peu colonisé le terrain, jusqu'à en faire oublier l'existence, même si, dans les siècles qui suivent, et au moins jusqu'au Moyen Âge, les habitants du quartier de la Seds sont conscients de la présence du théâtre sous leurs pieds ; il est même probable que quelques vestiges émergent encore du sol. Des dénominations de rues, comme « rue des Arènes » en témoignent. Des documents médiévaux évoquent la présence de ce monument antique : cum carriera de Arenis (1344) et cum traversia qua itur ad arenas (même date). Un document du 6 juin 1344 signale une maison avec casal in arenis (« dans les arènes »).